# Anu-preto
Anu-preto (nome científico: Crotophaga ani), também chamado anum-preto, anum, anu-pequeno, coró-coró. É uma ave cuculiforme da família Cuculidae que ocorre da Flórida à Argentina, estando presente nas ilhas do Caribe e em toda a porção leste da América do Sul, desde o leste da cordilheira dos Andes na Venezuela, Guianas e Brasil, até o norte do Uruguai. Foi introduzido nas ilhas Galápagos na segunda metade do século XX, trazendo impacto negativo ao se apresentar como predador de espécies endêmicas.
Mede entre 35 e 36 centímetros de comprimento, sendo que metade deste tamanho é da cauda; e pesa entre 76 e 222 gramas. As fêmeas da espécie em geral apresentam peso menor que os machos. Tem plumagem e olhos pretos, cauda longa, e apresenta bico grande lateralmente achatado e cume na maxila (bico alto elevado).
Gosta de sol e toma banho na poeira, ficando a plumagem às vezes com a cor da terra ou de cinza e carvão. Vive em bandos com seis a quinze indivíduos. Prefere lugares úmidos. Pela manhã e após as chuvas pousa de asas abertas para enxugar-se. À noite, para se esquentar, junta-se em filas apertadas ou aglomera-se em montões desordenados. Procura moitas de taquara para pernoitar.

## Nomencatura
Anu deriva do termo tupi anu ou anũ. Dessa mesma origem tupi vem o nome do distrito de Anutiba (ES).
Seu nome científico significa (do grego): krotön = carrapato; e -phagos, phagein = comer; crotophaga = comedor de carrapatos; e do (tupi) ani, anim = nome indígena tupi usado para designar esta e outras espécies de pássaros sociais. ⇒ pássaro social comedor de carrapatos.
Em inglês, é chamado de smooth-billed ani. Em espanhol, é conhecido como garrapatero piquiliso.
O nome anu-preto foi selecionado como nome vernáculo técnico para a espécie Crotophaga ani pelo Comitê Brasileiro de Registros Ornitológicos (CBRO) em 2021.

## Habitat
O anu-preto vive em áreas abertas com moitas e em capões entre pastos e jardins. Não voa bem em lugares muito abertos, pois seu voo é lento, mas é bem adaptado para voar em áreas de mata não muito fechadas ou mistas com campos. Sempre anda em pequenos bandos de sete a quinze indivíduos que voam de um lugar para o outro (no máximo a distâncias de cinquenta metros), sempre saindo primeiramente o líder. Habitante de paisagens abertas, com moitas e capões entre pastos e jardins, também pode ser encontrado na cidade, vivendo em terrenos baldios e outras áreas tomadas pelo capim.

## Morfologia
De corpo fino, bico alto, forte e curto, cauda comprida. Totalmente de cor preta. Sem dimorfismo sexual. Possui um cheiro forte que atrai morcegos e animais carnívoros.

## Alimentação
Alimenta-se de artrópodes como gafanhotos, percevejos, aranhas, miriápodes e pequenos vertebrados como lagartixas e camundongos, peixes, capturam pequenas cobras e rãs; periodicamente comem frutas, bagas, coquinhos e sementes. Caçam coletivamente no campo: o bando espalha-se no chão, em um semicírculo, distantes uns dos outros por dois ou três metros. Ficam imóveis e atentos e, ao aparecer um inseto, a ave mais próxima salta e o apanha.
Nos campos, os bandos de anus-pretos acompanham os animais maiores e tratores para se alimentar dos pequenos animais que são espantados, ou se espalham em bandos pelo chão, imóveis e atentos até aparecer um inseto, que o indivíduo mais próximo captura. Depois de um tempo, o bando avança. Há dúvidas quanto a se alimentarem de carrapatos, pois são vistos frequentemente pousados sobre o gado. Apesar da opinião geral, não há registro de carrapatos em conteúdos estomacais. Às vezes, saqueiam ninhos de outros pássaros e pescam em águas rasas. Principalmente durante as secas, alimentam-se de frutos, coquinhos e sementes.

## Reprodução
O macho dança em torno da fêmea, no solo. Seus ninhos são grandes e profundos, em formato de uma grande xícara aberta, pondo grandes ovos azul-esverdeados e cobertos por uma crosta calcária de cerca de 14% do peso da fêmea. Embora possuam ninhos individuais, mais frequentemente se unem a um ou dois casais para formar um ninho coletivo, pôr ovos e criar a prole juntas, com a colaboração de machos e filhotes crescidos. O macho costuma trazer comida quando visita a fêmea no ninho. Um ninho coletivo pode ser ocupado por 6 a 10 aves; o número médio é de 9 ovos por ninho, mas pode conter mais de 20 ovos. A postura de uma fêmea é estimada em 4 a 7 ovos. DE incubação curta, 13 a 16 dias, meia dúzia de filhotes por vez conseguem ser criados com sucesso. A boca aberta vermelha do filhote do anu-preto é marcada por três sinais amarelos. Os filhotes deixam o ninho antes de poder voar, com a cauda curta, e são alimentados ainda durante algumas semanas. Os filhotes ainda pequenos são facilmente espantados e fogem para todos os lados sobre os galhos em torno do ninho, mas costumam regressar ao mesmo quando o perigo passa. Seus ninhos abandonados às vezes são aproveitados por outros pássaros, pequenos mamíferos, sobretudo marsupiais, e cobras.
Filhotes resgatados para serem reintegrados à natureza podem ficar mais de um mês na dependência de alimentação, uma mistura de papa de filhotes à base de frutas e ovo em pó (encontrada em pet shops), misturada em igual proporção com tenébrios triturados em pó fino e ração de cachorro. Preparar na hora que for alimentar o filhote para estar sempre fresca e descartar o restante. Pode ser alimentado com seringa no início e depois passam a comer a papa mais firme direto na colher. Também aceitam bem minhocas, formigas, mosquitos, libélulas, filhotes de lagartixa, lagartas de couve, abelhas sem ferrão, besouros em geral, oferecendo a comida com uma pinça. O filhote aceita água se for introduzida quando com quase um mês de vida, pois a ração úmida já supre suas necessidades quando novinhos. Oferecer a comida de hora em hora no começo e depois espaçar. Gostam de dormir aninhados em caixa com papel picado para se aquecerem (fazer furos). Podem ficar apegados aos tutores, porém lembrar que é uma ave de bando, o comportamento natural fica prejudicado, por isso recomenda-se reintroduzir na natureza quando possível.

## Manifestações Sonoras
O anu-preto emite vários tipos de sons. Os mais importantes são o para reunir o grupo e avisar que há perigo na redondeza e avisar os outros caso apareçam aves de rapina, quando emite um pequeno grito parecido com o de um falcão.